# Sherpa (politique)
Pour les articles homonymes, voir Sherpa (homonymie).

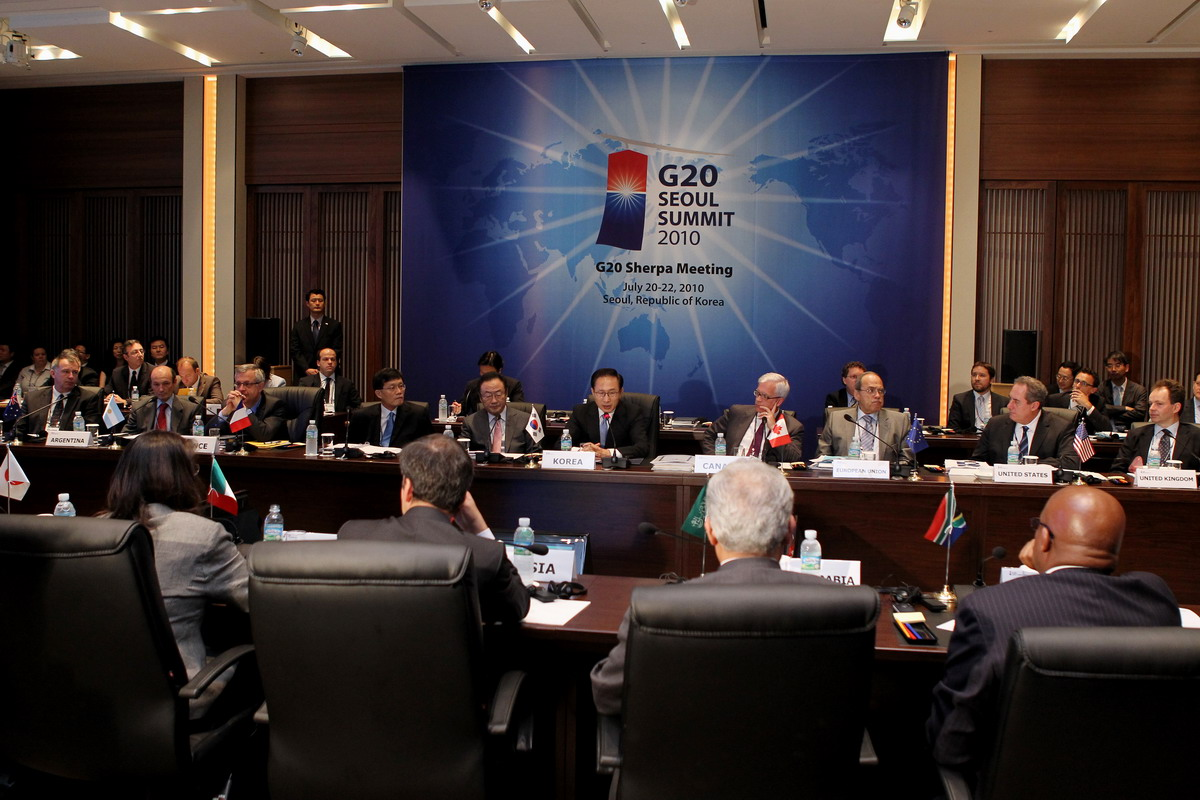
Réunion de sherpas en juillet 2010 pour la préparation du G20 à Séoul qui s'est tenu en novembre 2010- suivant.

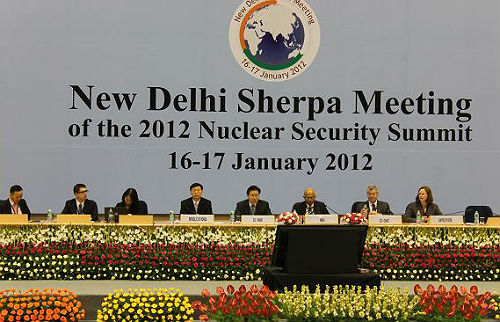
Réunion de sherpas en janvier 2012 à New Delhi pour la préparation du Sommet mondial sur la sécurité nucléaire qui s'est tenu en mai 2012- suivant à Séoul.

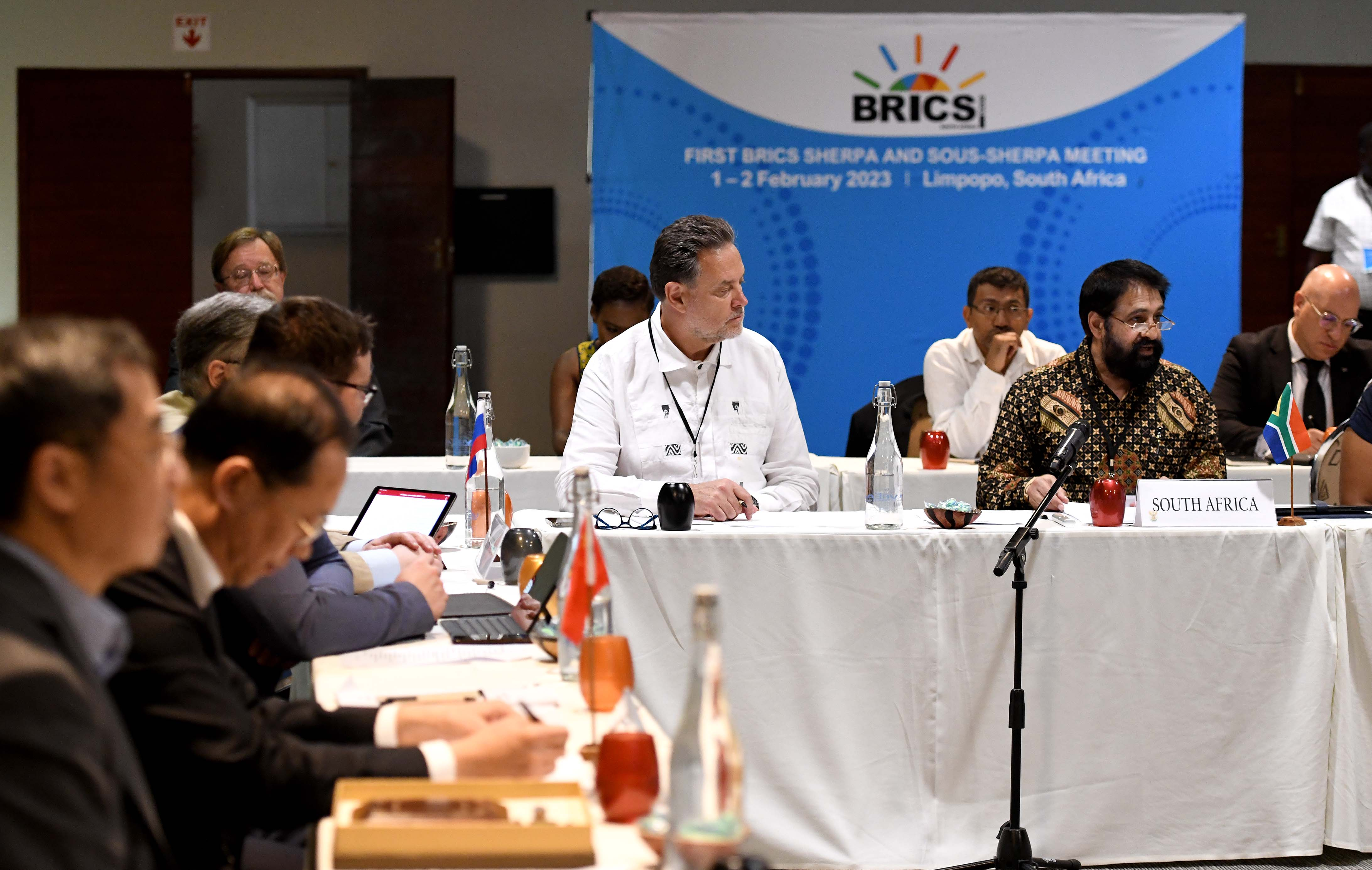
Réunion de sherpas en février 2023 pour la préparation du Sommet des BRICS à Johannesbourg qui s'est tenu en août 2023- suivant.

Un sherpa est, selon un surnom, le représentant personnel d'un chef d'État ou de gouvernement d'un État membre du G7 (devenu un temps G8), puis du G20. Les sherpas se rencontrent régulièrement pour préparer les sommets, puis siègent à la table des négociations pendant les sommets. Rentré dans l'usage politique, ce terme est également utilisé pour désigner les proches conseillers impliqués dans des rôles auprès d'autres instances supranationales telles que l'UE.

## Analyse
Les sherpas répondent à l'aspect non institutionnel du G7 et à son absence de secrétariat, au contraire du secrétariat des Nations unies ou du secrétariat général de l'OTAN par exemple.

## Origine du terme
Le surnom de sherpa est une allusion aux sherpas népalais, et reprend la métaphore des réunions « au sommet », initiée par Winston Churchill pendant la Seconde Guerre mondiale : les sherpas préparent la voie des sommets, dans les deux sens du terme.
L'invention de ce surnom est souvent attribuée au magazine The Economist, en 1979,,,,. Dans un cours donné à l'université de Leeds en 1991, Robert Armstrong cite également cette hypothèse et indique que le terme était déjà bien établi quand il est devenu sherpa de Margaret Thatcher en octobre 1979.
Néanmoins, le surnom est attesté au Royaume-Uni dès 1977 et utilisé publiquement en 1978 par Helmut Schmidt.

## Liste dessherpas

### France
En France, sous la présidence de François Mitterrand, la fonction de sherpa n'est pas attribuée à ses conseillers diplomatiques ni même à des diplomates de carrière, mais plutôt à des conseillers issus du Conseil d'État et du Corps des mines. Par la suite, à partir de 1995, cette fonction revient presque systématiquement au conseiller diplomatique au cabinet du président de la République, à l'exception de Jacques Audibert, sherpa entre mai 2014 et 2016, qui n'a été conseiller diplomatique qu'entre août et décembre 2014.
À partir de la présidence de Nicolas Sarkozy en 2007, la fonction de sherpa devient officielle et apparaît au Journal officiel.
La fonction de sherpa a été occupée par, :
| Sherpa                     | Fonction officielle                                          | Arrêté de nomination | Arrêté de nomination | Président de la République |
| -------------------------- | ------------------------------------------------------------ | -------------------- | -------------------- | -------------------------- |
| Raymond Barre              |                                                              |                      |                      | Valéry Giscard d'Estaing   |
| Bernard Clappier           |                                                              |                      |                      | Valéry Giscard d'Estaing   |
| Jean-Marcel Jeanneney      |                                                              |                      |                      | François Mitterrand        |
| Jacques Attali             | Conseiller spécial auprès du président de la République      | 25 mai 1981          | [ JORF 1 ]           | François Mitterrand        |
| Anne Lauvergeon            | Secrétaire général adjoint de la présidence de la République | 5 décembre 1990      | [ JORF 2 ]           | François Mitterrand        |
| Jean-David Levitte         | Conseiller diplomatique                                      | 19 mai 1995          | [ JORF 3 ]           | Jacques Chirac             |
| Jean-Marc de La Sablière   | Conseiller diplomatique                                      | 8 février 2000       | [ JORF 4 ]           | Jacques Chirac             |
| Maurice Gourdault-Montagne | Conseiller diplomatique                                      | 29 novembre 2002     | [ JORF 5 ]           | Jacques Chirac             |
| Jean-David Levitte         | Conseiller diplomatique et sherpa                            | 16 mai 2007          | [ JORF 6 ]           | Nicolas Sarkozy            |
| Jean-David Levitte         | Conseiller diplomatique et sherpa                            | 19 mars 2008         | [ JORF 7 ]           | Nicolas Sarkozy            |
| Paul Jean-Ortiz            | Conseiller diplomatique et sherpa G8                         | 17 mai 2012          | [ JORF 8 ]           | François Hollande          |
| Jacques Audibert           | Conseiller, sherpa G7-G8                                     | 22 mai 2014          | [ JORF 9 ]           | François Hollande          |
| Philippe Étienne           | Conseiller diplomatique                                      | 14 mai 2017          | [ JORF 10 ]          | Emmanuel Macron            |
| Philippe Étienne           | Conseiller diplomatique, sherpa G7 et G20                    | 18 septembre 2017    | [ JORF 11 ]          | Emmanuel Macron            |
| Emmanuel Bonne             | Conseiller diplomatique, sherpa G20 et sherpa G7             | 16 mai 2019          | [ JORF 12 ]          | Emmanuel Macron            |

### Allemagne
- Hans Tietmeyer[Quand ?]
- Horst Köhler (1990–1993)
- Bernd Pfaffenbach (2004–2009)
- Jens Weidmann (à partir de décembre 2009)
- Jörg Asmussen (jusqu'à fin 2011)

### Union européenne
- Pascal Lamy[Quand ?], pour Jacques Delors à la Commission européenne